# Ciliolarina laetifica
Ciliolarina laetifica är en svampart som beskrevs av Huhtinen 1993. Ciliolarina laetifica ingår i släktet Ciliolarina och familjen Hyaloscyphaceae.   Inga underarter finns listade i Catalogue of Life.